# Rhodometra lucidaria
Rhodometra lucidaria là một loài bướm đêm trong họ Geometridae.